# Xmgrace
Grace是「GRaphing, Advanced Computation and Exploration of data」的缩写。它是在X Window系統和Motif下的所見即所得（所见及所得）的二维绘图软件。Grace可以运行在任何类Unix系统操作系统下。它也成功的运行在OpenVMS、OS/2和Microsoft Windows 9*/NT/2000/XP（Cygwin）。

## 历史
Grace从Paul Turner的ACE/gr演化而来（Grace也被称为ACE/gr的翻版或者改进版）有时也被称为Xmgr. Grace小组在Evgeny Stambulchik的领导下从Xmgr分化发展了grace。他们遵循GNU通用公共许可证原则发行了grace。Paul Terner依旧在维护原来Xmgr的一个封闭版本。

## 特点
Grace能创造印刷质量的图形输出。它支持鼠标操作和脚本代码（该程序语言或者通过其它计算机程序语言）。它能对用户定义的任何复杂方程进行线性和非线性最小二乘法拟合--不论是否有限制。其他的分析工具包括快速傅立叶变换，积分，求导，样条函数，插值和图形平滑处理.

## 使用grace的程序
- GNU Octave能够参数化调用
- GROMACS
- MOLPRO
- NAMD
- VMD